# Dendrobium versicolor
Dendrobium versicolor är en orkidéart som beskrevs av Célestin Alfred Cogniaux. Dendrobium versicolor ingår i släktet Dendrobium, och familjen orkidéer.
Artens utbredningsområde är Assam (Indien). Inga underarter finns listade i Catalogue of Life.